# ألفارو أندريه رودريغوس دا سيلفا
ألفارو أندريه رودريغوس دا سيلفا هو لاعب كرة قدم برازيلي، ولد في 14 نوفمبر 1989 في باوليستا في البرازيل. لعب مع نادي سبورت ريسيفه.

## وصلات خارجية
- ألفارو أندريه رودريغوس دا سيلفا على موقع قاعدة بيانات كرة القدم.إي يو (الإنجليزية)
- ألفارو أندريه رودريغوس دا سيلفا على موقع Soccerway.com (الإنجليزية)